# Strynø
Strynø er en ø beliggende syd for Tåsinge mellem Langeland og Ærø i Langeland Kommune. Før 2007 lå den i Rudkøbing Kommune. Øen dækker et areal på 4,88 km² og har ca. 200  indbyggere. Der er færgeforbindelse fra Rudkøbing.
Øen har en skole, en børnehave, en kirke, en købmand, en kro og to pensionater.
Strynø Skole fra 1905 har elever fra børnehaveklasse til og med 4. klasse. Herefter skal børnene i skole i Rudkøbing. 1998 blev skolen fredet, og den gennemgik i 2014 en større renovering som nu udgør Strynø Skole og Kulturhus. Det er den eneste af de 5 danske landsbyskoler, der i 1998 blev fredet, som stadig er en fungerende skole.
Strynø Havn blev renoveret og udbygget til dobbelt størrelse med midler fra A.P. Møllers Fond i 2009. I servicebygningen er der adgang til bad og toilet samt et køkken med vask og kogeplader. Der er endvidere sejlerstue, legeplads og grillpladser.
Strynø Kalv er en privatejet ø vest for Strynø. Arealet af øen er ca. 45 ha. En del af  Strynø Kalv er fredet for bevaringen af klokkefrøer.  Øen kan besøges i egen båd eller med hjælp fra Øhavets Smakkecenter på Strynø. En cementmole som indtil midt i 1960’erne blev brugt til udskibning af landbrugsvarer fra øens landbrugsejendomme er eneste anløbsbro. I dag ligger store dele af øen hen i naturtilstand, med nogen husdyrgræsning. 

## Historie
Strynø er en langstrakt bakke, som har fået sin nuværende afgrænsning ved landsænkning gennem de sidste 5.000-6.000 år.
Efter yngre stenalders afslutning findes der kun få arkæologiske spor af beboelse. Først i senmiddelalderen blev øen igen beboet. Der var ingen adgang til gavntræ eller brændsel og andre nødvendigheder på øen, men det efterhånden mere udviklede landbrug og fiskeri, gjorde det realistisk at bo på den lille ø igen.
I Kong Valdemars Jordebog  er øen nævnt som Stryn, og har mens den var under Kronen været uden faste beboere og kun anvendt til opdrætning af heste. 
På øens højeste punkt midt på øen blev landsbyen anlagt. I 1588 var der 30 gårde på øen, og fra 1750 voksede antallet til 50 fæstegårde. Sandsynligvis var det befolkningens udnyttelse af ålegræs til gødning fra omkring år 1600, der gjorde det muligt at drive et mere intensivt og højere ydende landbrug.
Omkring 1750 købte Grevskabet Langeland Strynø med Strynø Kalv. Foruden fæstegårdene på hver 15-20 tønder land, var der en halv snes husmandssteder og fiskerhuse. Gårdene var så tæt beliggende, at man kunne gå fra gård til gård på tagryggen. Fra Stavnsbåndets løsning i 1788 lå alle gårde på det sted, som i dag er landsbyen Strynø by. Fra 1810 indtraf en forandring, hvor man flyttede gårdene ud på markerne. 1805 kom de to øer igen under Kronen. Der blev ikke anlagt nye gårde, og den voksende befolkning etablerede sig som husmænd, der bosatte sig på ledige grundestykker i og omkring landsbyen. Udskiftningen på Strynø begyndte 1810. Man anvendte en blandet stjerne- og blokudskiftning til henholdsvis de større og de mindre gårde. Stjerneudskiftningen udgik fra landsbyen og optog det meste af øens midterste del. Blokudskiftningen blev udlagt omkring to parallelle veje i nord og syd. De 21 husmænd med jord fik lodder på den nordvestligste del af øen. Bebyggelsen i Strynø By stammer overvejende fra 1860 til 1910, da først sømænd, siden skippere og fiskere etablerede sig efter gårdenes udflytning. 
I nutiden er de små familiebrugs tid forbi, og mange af bygningerne finder en alternativ anvendelse. 

## Seværdigheder
Strynø Kirke fra 1867, men våbenhuset stammer fra den oprindelige kirke fra 1589. Strynø Kirke er opført i 1867 af baroniet Lehn ved arkitekterne Vilhelm Dahlerup og Ove Petersen og består af kirkeskib med tresidet afsluttet kor og vesttårn med forhal. Kirken er bygget på grunden og af resterne af den gamle kirke fra 1500-tallet. Våbenhuset er eneste bevarede levn af den gamle kirkebygning. Altertavlen, der er malet i 1881 af marinemaleren J.E.C. Rasmussen, Ærø, forestiller Jesu forklarelse på bjerget. Døbefonten af sandsten er fra 1936, mens prædikestolen er fra 1618 (Renæssancen). I kirken hænger tre kirkeskibe: "Trefoldigheden" fra 1790, "Strynø" fra 1869 og "Nielsens Minde" fra 1880. Med sine 280 siddepladser er kirken meget rummelig. Kirkegårdens gravsteder er, som på andre sydfynske småøer, meget små - de såkaldte "ø-gravsteder".
Øhavets Smakkecenter befinder sig på Strynø og har en natur/kulturhistorisk udstilling og udlejer smakkejoller. Her udstilles desuden joller, pramme og andre mindre både, der har været brugt i det Sydfynske Øhav. Udstillingen har eksisteret siden 1993, og museet samarbejder med Langelands Museum. Udstillingens omdrejningspunkt er sejladsen mellem de mange øer i området.
Strynø Mølle blev taget i brug i 1835 og blev oprindeligt brugt til at male mel med. Oprindeligt var møllen stråtækt, men blev senere udskiftet med tjærepap. Ligeledes var den oprindelige mølle ikke udført med krøjetøj (vendeværk) og selvsvikning (indretning med vægtbelastede klapper på vingerne til at regulere vindpresset og opnå en ensartet gang). Under stormfloden 1872 og igen i 1904 blev Møllegården sat under vand og gården blev flyttet til Møllevejen.
Majtræet, der er øens majstang, rejses hvert år pinsedag ved en mindre festlighed efter en tradition, som rækker tilbage til 1868, hvor Strynø Majtræsforening blev stiftet. Omkring århundredeskiftet valgte strynboerne en jordgravet sokkel, hvortil majtræet blev boltet fast. Når majtræet tages ned sker det om mandagen to uger før det skal rejses igen. Majtræsforeningen er vært ved festen, og byder på en forfriskning til alle, og "pudsningen" af majtræet udbydes til den lavest bydende. Aftenen før selve majtræsfesten samles majtræsforeningens bestyrelse med koner til binding af kranse og topbuket. Rejsningen af majtræet foregik om søndagen indtil engang i 1970'erne, hvor det blev forlagt til om lørdagen.

## Kendte personer
- Hans Egede Saabye født på Strynø (1746–1817) var en dansk præst og missionær på Grønland.
- Edvard Rasmussen født på Strynø (1902-1990) var amtsborgmester i Fyns Amt fra 1970 til 1974.